# Довгошия Петро Іванович
Петро́ Іва́нович Довгоши́я (нар. 27 червня 1956, с. Великі Чорнокінці, нині Україна) — український педагог, журналіст, публіцист, громадський діяч, літературознавець Чоловік Марії Довгошиї. Член НСЖУ (2003).

## Життєпис
Петро Довгошия народився 27 червня 1956 року в селі Великі Чорнокінці Чортківського району Тернопільської області України.
Закінчив Великочорнокінецьку середню школу (1973), Кам'янець-Подільський педагогічний інститут (1977, нині — Кам'янець-Подільський національний університет імені Івана Огієнка).
Вчителював у школі в с. Поперечне Павлоградського району Дніпропетровської області (1977—1978), Барському ПТУ Вінницької області (1978—1979), у середній школі в рідному селі (1981—1984).
Від 1984 року мешкає і працює в м. Борщеві: вчитель восьмирічної школи, відповідальний секретар редакції районної газети «Надзбручанська правда» (від 1985; від 1991 — «За вільний край»); голова міської ради (1989—1990), заступник голів райвиконкому (1991), РДА (1992), голова районної ради (1992—1994); співініціатор відновлення діяльності та голова (1989—2018) районного об'єднання товариства «Просвіта», заступник редактора районної газети «Галицький вісник» (від 1994), редактор радіо «Борщівський голос» (від 1998), засновник і редактор газети «Галицький вісник плюс» (від 2012).
Ініціатор відновлення пам'яті про адвоката, доктора права Михайла Дорундяка.

## Громадського-політична діяльність
Депутат Борщівської міської (1989—1990), Борщівської районної (1991—1994) рад.

## Доробок
Автор книг «Песимістичні монологи оптиміста» (2002), «Борщівська „Просвіта“: минуле і сучасне» (2003), науково-публіцистичного нарису про рідне село «Магія Чорних Кінців. Ч. 1» (2006), зб. публіцистики «Песимістичні монологи оптиміста» (2002), «Вони і час» (2007), «Хроніка великого мискоборства» (2008), «Увійти в таємниці духу. Іван Франко і Борщівський край» (2013); понад 500 публікацій у ЗМІ.
Виконує романси та популярні пісні українською, італійською, російською, польською, латвійською, німецькою мовами.
Редактор 6-ти збірок поезій Ганни Костів-Гуски, у тому числі «Червоні коралі» (1996), «Зелені свята» (1997, до обох — автор передмов) та інших книг.

## Нагороди
- відзнака Всеукраїнського товариства «Просвіта» «Будівничий України» (2004);
- Заслужений журналіст України (2006) — за значний особистий внесок у соціально-економічний, культурний розвиток Української держави, вагомі трудові досягнення та з нагоди 15-ї річниці Незалежності України[4][5];
- Золота медаль української журналістики (2011)
- лауреат обласної премії в номінації «Публіцистика» — імені Ярослава Стецька" — за цикл публіцистичних творів[6].